# الكفرين (ريف دمشق)
بلدة الكفرين بلدة سورية تابعة إداريا لمنطقة مدينة دوما التابعة بدورها لمحافظة ريف دمشق، ترتفع 602 م عن سطح البحر، تقع في جنوب ناحية حران العواميد.
تحيط بها القرى والبلدات التالية: حران العواميد - غسولة - جديدة الخاص وتقع بالقرب من تل أسود وتل بزوين الأثريين ،وتبعد عن دمشق مركز العاصمة مسافة 25 كم .
قرية نموذجية صحية قام بشار الاسد سنة 1998 بزيارتها في عهد الراحل حافظ الاسد واعتبارها قرية صحية وقد تم تدشين مركز صحي وتعتبر من أهم قرى وبلدات غوطة دمشق الشرقية من ناحية التعليم وحاملي الشهادات الجامعية وتتميز بنظافة شوارعها وبيوتها وكرم أهلها وحسن ضيافتهم.